# 300er
Portal Geschichte | Portal Biografien | Aktuelle Ereignisse | Jahreskalender | Tagesartikel

◄ |
3. Jh. |
4. Jahrhundert
| 5. Jh. | ►

◄ |
270er |
280er |
290er |
300er
| 310er | 320er | 330er | ►

300 |
301 |
302 |
303 |
304 |
305 |
306 |
307 |
308 |
309

## Ereignisse
- Die Synode von Elvira (zwischen 300 und 302) legt viele moralische und sittliche Vorschriften für das Christentum fest. Ehen zwischen Christen und Juden werden verboten, das Pfingstfest und der Sonntag als Feiertag werden eingeführt. Die Synode wird von den römischen Ostkirchen nicht anerkannt.
- 23. Februar 303: Beginn der zehnten römischen Christenverfolgung unter Diokletian. In Nikomedia ergeht das erste Edikt gegen die Christen. Demnach wird das Gemeindevermögen beschlagnahmt, Christen werden aus Verwaltung und Heer entlassen und ihnen die bürgerlichen Rechte entzogen. Christliche Gottesdienste werden verboten sowie Kirchen und Beträume zerstört.